# Pommikivi
Pommikivi je skála na pravém břehu potoka Broändanpuro ve Východním hlavním obvodu (Itäinen suurpiiri) města Helsinky v provincii Uusimaa v jižním Finsku.

## Příběh
K Pommikivi se váže místní příběh. Během druhé světové války v roce 1944 spadla na skálu sovětská letecká bomba. V době výbuchu bomby se pod skálou ukrývali muž, žena a kočka, kteří všichni přežili. Po válce se muž a žena vzali. Díky příběhu je místo známé.

## Galerie

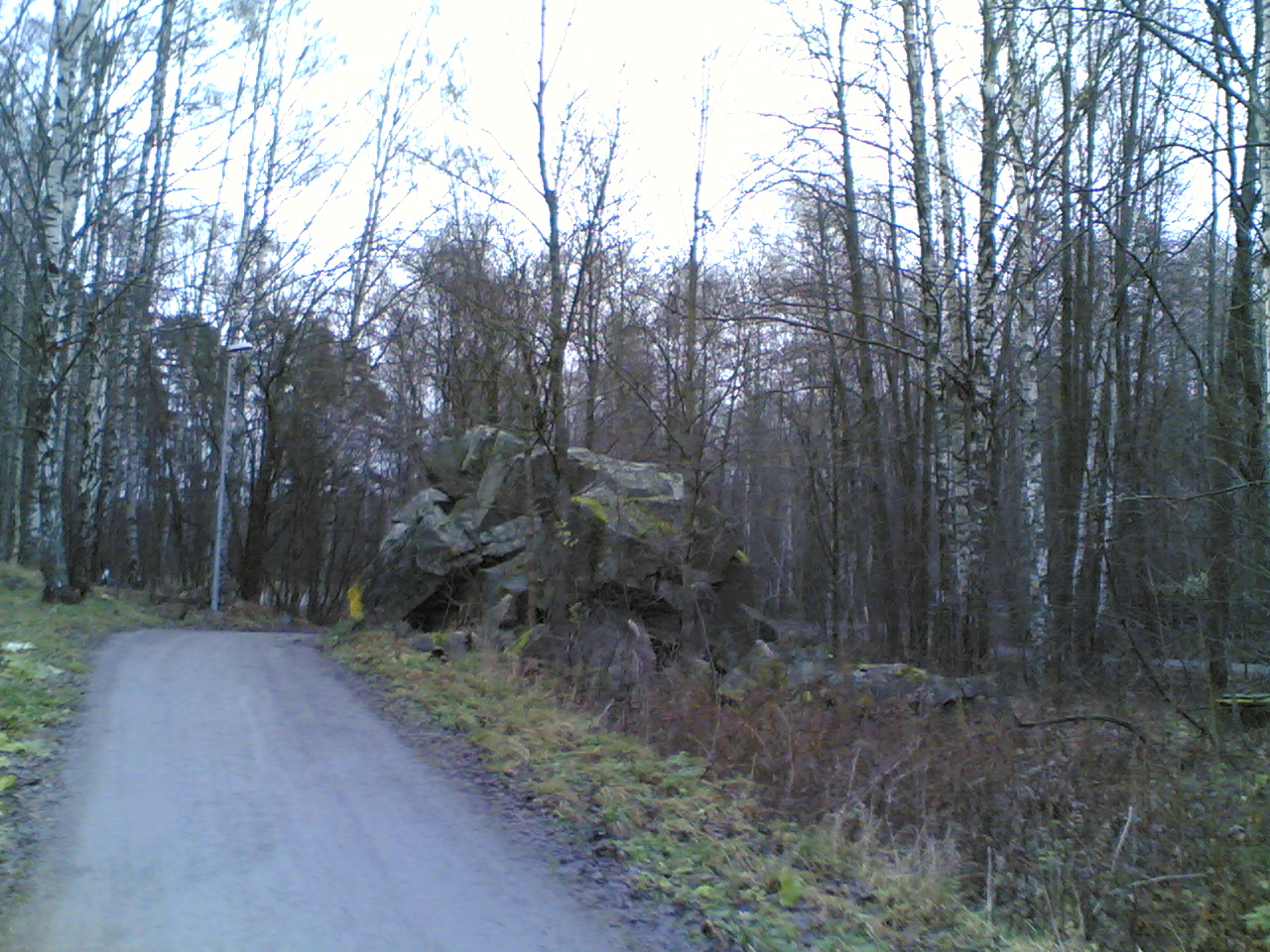
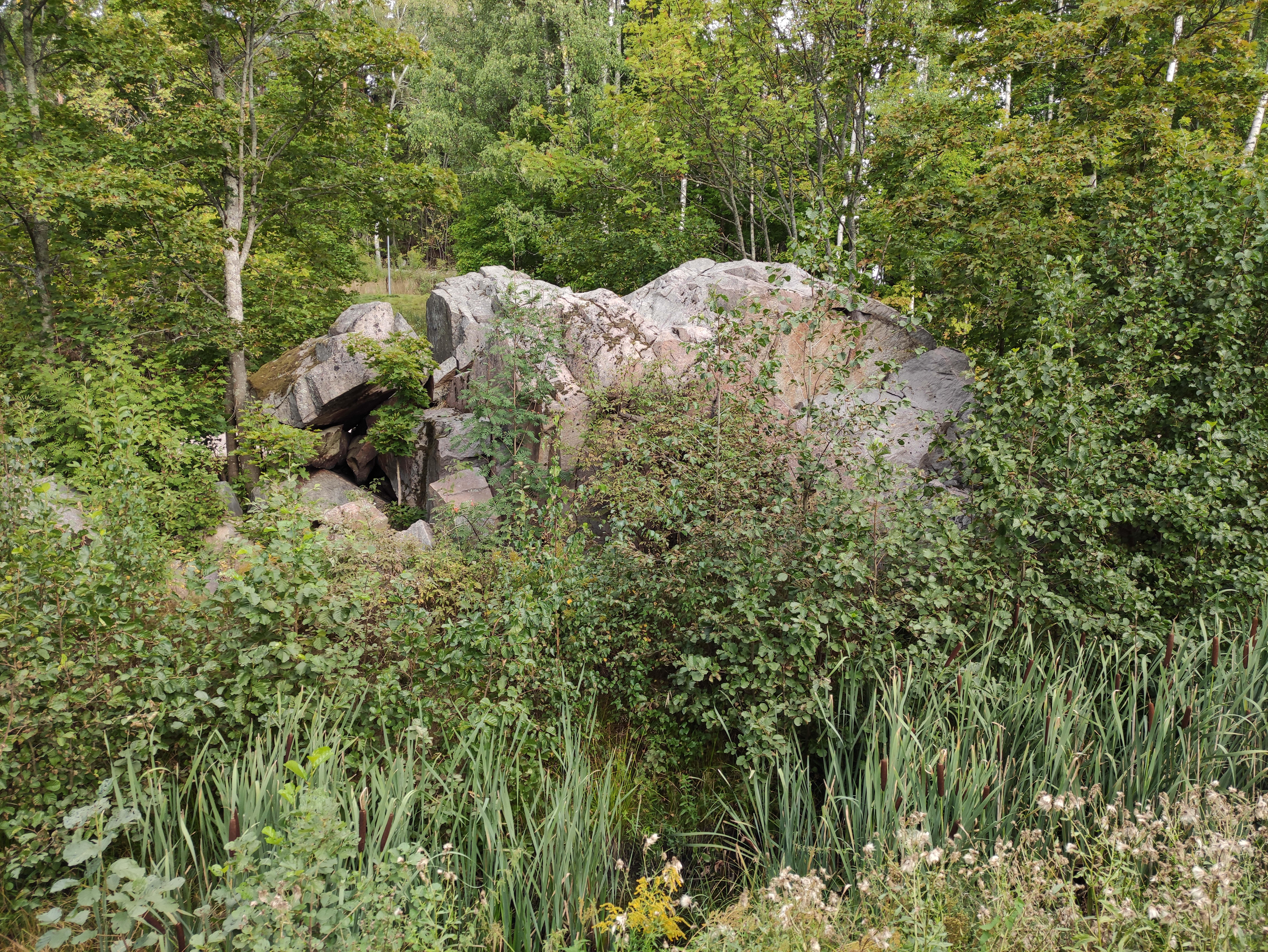
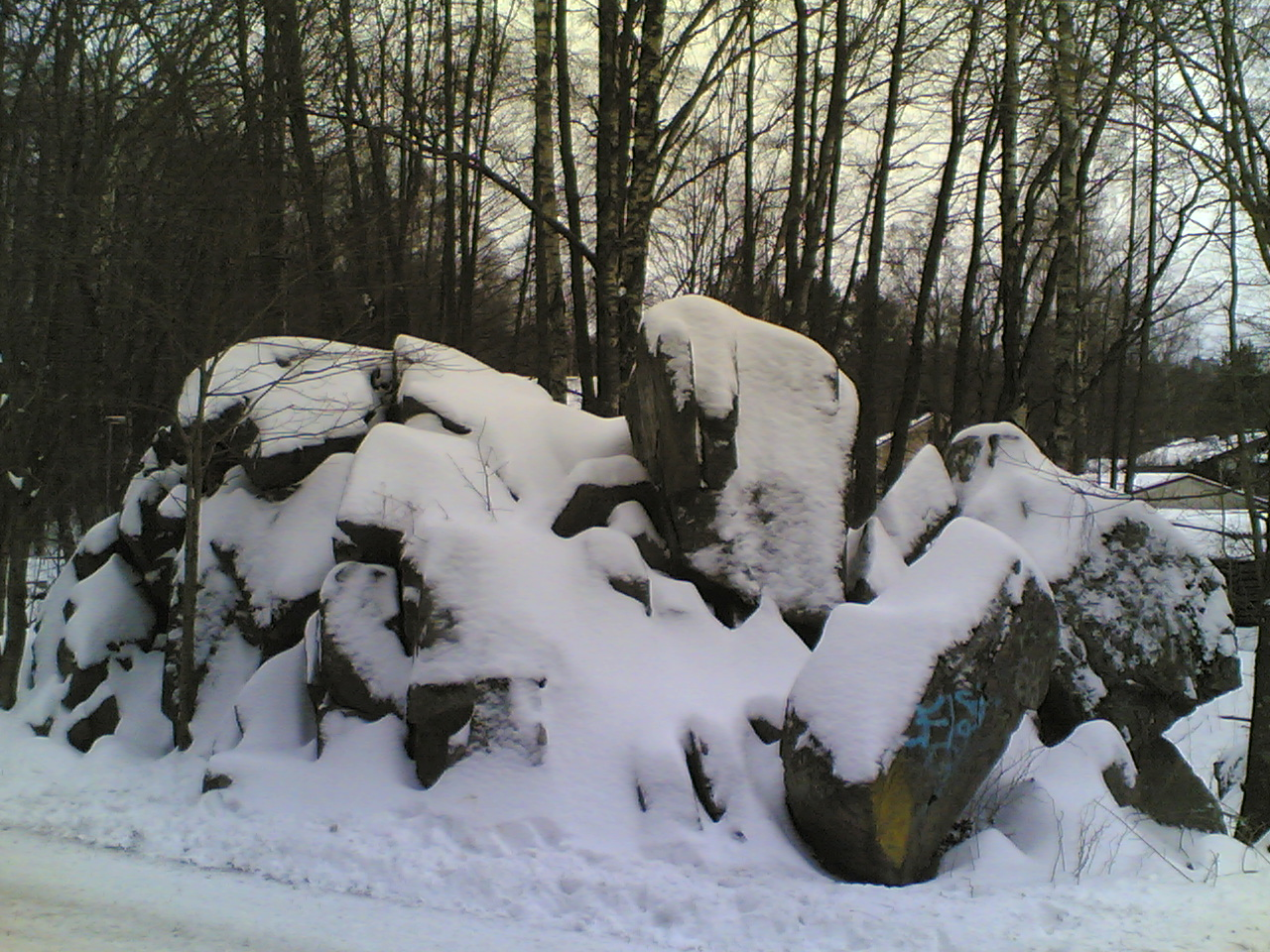
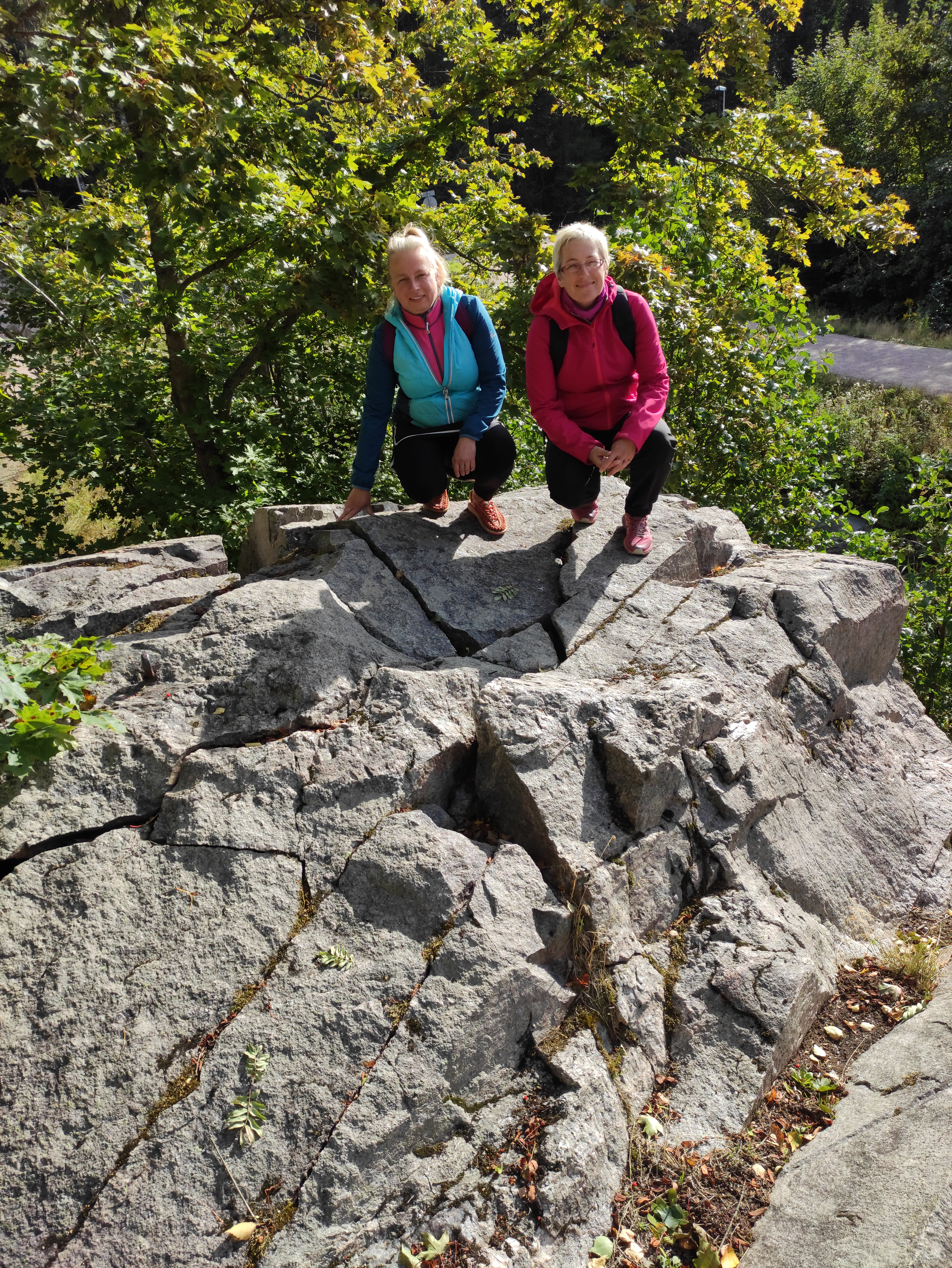

## Další informace
Místo je celoročně volně přístupné.